# Nini Wacera
Nini Wacera (sinh ngày 16 tháng 1 năm 1978) là một nữ diễn viên và đạo diễn người Kenya. Wacera đã xuất hiện trong hơn một chục bộ phim và phim truyền hình. Cô đáng chú ý với vai diễn trong vở opera xà phòng năm 2005, Wingu la moto.

## Sự nghiệp
Năm 2003, Nini đã chơi trong vở opera Kenya Wingu la moto với tư cách là nhân vật phản diện chính. Vai diễn kiếm được nhiều giải thưởng. Sau đó, cô đóng vai chính trong các bộ phim như Project Daddy, The White Masai và Nairobi Half Life. Năm 2015, cô được chọn vào vai một trong những nhân vật chính trong phiên bản châu Phi của loạt phim đình đám Desperate Housewives.

## Đóng phim
| Năm         | Dự án                                | Vai trò      | Ghi chú                  |
| ----------- | ------------------------------------ | ------------ | ------------------------ |
| 2002        | Chuyện nguy hiểm                     | Kui          |                          |
| 20032002006 | Wingu la moto                        | Suzanne      | Nhân vật phản diện chính |
| 2004        | Dự án bố                             |              | Vai trò hỗ trợ           |
| 2004        | Phần kết                             |              |                          |
| 2005        | Masai trắng                          |              | Không được cấp phép      |
| 2006        | Độc thoại im lặng                    |              |                          |
| 2010        | Cuộc sống ở D nhỏ                    |              |                          |
| 2012        | Nửa đời Nairobi                      |              | Xuất hiện đặc biệt       |
| 2013-2014   | Kona                                 | Julia Oyange | Nhân vật chính           |
| 2015-nay    | Những bà nội trợ tuyệt vọng châu Phi | Ese De Souza | Sê-ri thường xuyên       |
| 2018        | Rafiki                               | Nhân từ      |                          |

## Giải thưởng và chứng nhận
| Năm  | Tên giải thưởng                                   | Phim / Truyền hình | Kết quả   |
| ---- | ------------------------------------------------- | ------------------ | --------- |
| 2003 | Giải thưởng vàng                                  | Dự án bố           | Đoạt giải |
| 2003 | Liên hoan phim ngắn quốc tế Oberhausen lần thứ 50 | Phần kết           | Đoạt giải |
| 2004 | Tuần thứ 7 châu Phi                               | Chuyện nguy hiểm   | Đoạt giải |
| 2006 | Fanta Chaguo la Teeniez                           | Wingu la moto      | Đoạt giải |